# DSquare
Il DSquare è un grattacielo della città di Lussemburgo in Lussemburgo.

## Storia

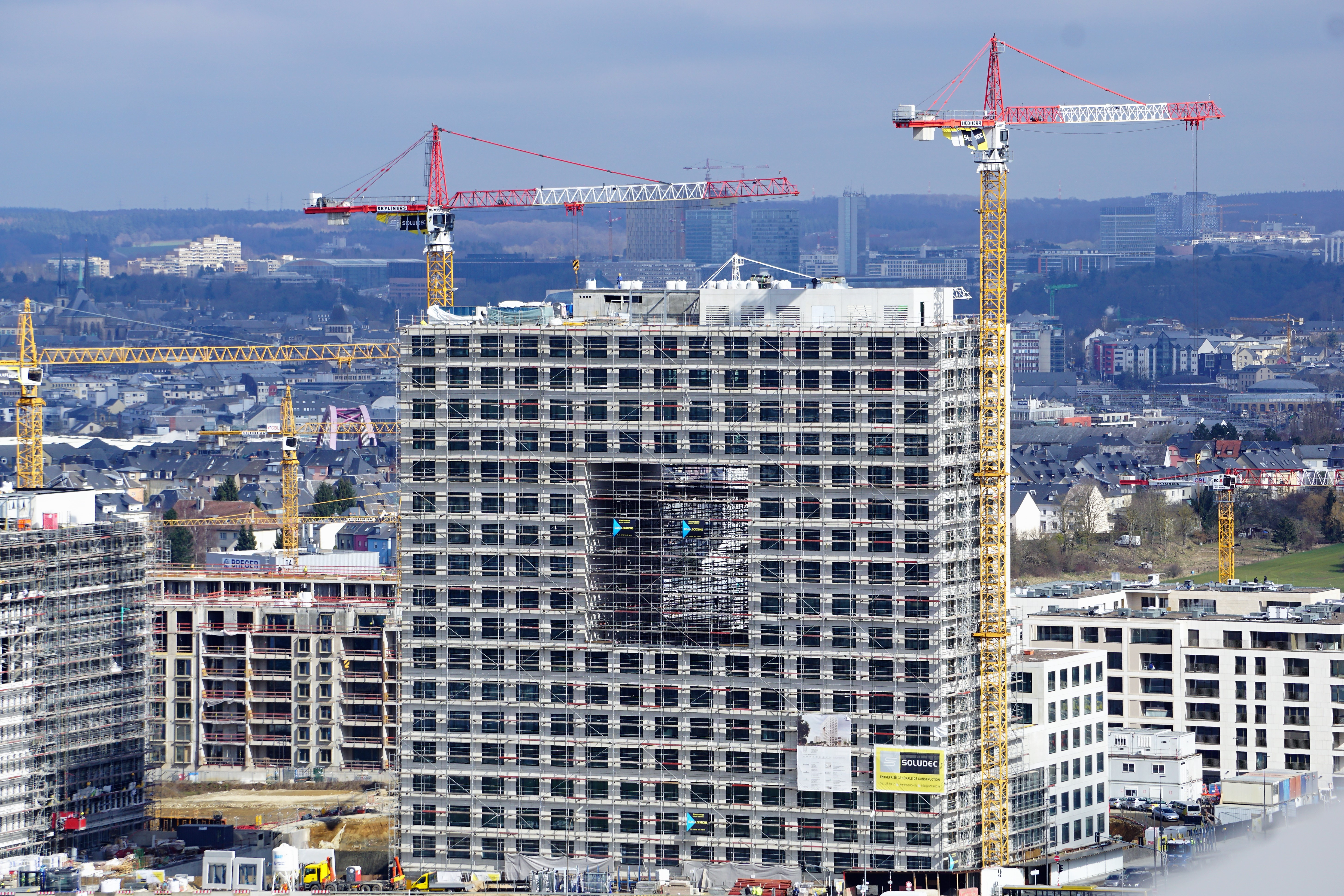
L'edificio in costruzione nel 2018

L'edificio, costruito nel quadro del progetto di sviluppo del nuovo quartiere di Cloche d'Or, è stato progettato da Paul Bretz Architectes per diventare la nuova sede di Deloitte in Lussemburgo.
Nel 2018, l'immobile è stato acquistato da un consorzio composto da Integrale e Ethias per circa 225 milioni di euro, il più grande valore per una transazione immobiliare in Lussemburgo in quell'anno, venendo inaugurato ufficialmente il 18 settembre 2019 alla presenza del primo ministro del Lussemburgo Xavier Bettel.
Nel 2019, un secondo consorzio composto dal fondo sudcoreano Korea Investment Management e La Française ha comprato l’edificio in una transazione dal valore compreso tra 250 e 275 milioni di euro.

## Descrizione
Il grattacielo si trova nel quartiere di Cloche d'Or di Lussemburgo. L'edificio si compone di due corpi, uno più alto di 17 piani e uno più basso di 6 piani, unti da un grande atrio. Il corpo più alto presenta una facciata caratterizzata da un grande vuoto a finestra esteso su sei livelli.